# Kościół Najświętszej Maryi Panny Królowej Polski w Ostrowie
Kościół Najświętszej Maryi Panny Królowej Polski – rzymskokatolicki kościół parafialny należący do parafii pod tym samym wezwaniem (dekanat Pustków-Osiedle diecezji tarnowskiej).
Budowa świątyni została rozpoczęta w 1917 roku i zakończona została w 1923 roku. Budowla była kilkakrotnie remontowana: w 1944 roku po zniszczeniach wojennych oraz w latach 1954–1955 i 1966.
Świątynia została zbudowana z drewna, posiada konstrukcję zrębową i jest oszalowana. Składa się z trzech naw oraz węższego od korpusu prezbiterium, zamkniętego trójbocznie przy którym od strony południowej mieści się zakrystia. Przy korpusie od strony zachodniej znajduje się przedsionek, natomiast od strony południowej nad wejściem bocznym mieści się nadwieszony balkon. Budowla nakryta jest dachami siodłowymi nad korpusem i prezbiterium oraz nad kruchtą i zakrystią. Nad korpusem znajduje się wieżyczka na sygnaturkę z latarnią, zwieńczona iglicą. Wewnątrz nawę główną i prezbiterium nakrywają pozorne sklepienia kolebkowe, natomiast nawy boczne płaski odcinki stropowe wydzielone półkoliście zamkniętymi arkadami.
Ołtarz główny, w stylu neogotyckim, powstał w 1930 roku i jest dziełem Jana Wolaka, ozdobiony jest obrazem Najświętszej Maryi Panny Królowej Polski, namalowanym w 1938 roku przez Józefa Pochwalskiego, oraz rzeźbą neogotycką Marii kupioną w Szwajcarii w 1866 roku. Dwa ołtarze boczne w stylu neogotyckim, jeden z nich, prawy, został kupiony w Bielczy w 1948 roku, natomiast lewy powstał w 1966 roku jako jego wzór. Chrzcielnica w stylu neogotyckim została wykonana około 1930 roku. Ambona w stylu późnobarokowym z około połowy XVIII wieku pochodzi z Lubziny. Prospekt organowy razem z 14-głosowymi organami wykonanymi w XIX wieku przywieziony został w 1946 roku ze świątyni kapucynów w Sędziszowie Małopolskim. Krucyfiks w stylu ludowym powstał na przełomie XVIII i XIX wieku.